# Stazione di Ciudad Real
La stazione di Ciudad Real (in spagnolo Estación de Ciudad Real) è la principale stazione ferroviaria di Ciudad Real, Spagna.
La stazione originaria è stata inaugurata nel 1866 in occasione dell'apertura della linea che la collegava alla stazione di Badajoz e alla stazione di Mérida.